# Hyundai Pony
Der Hyundai Pony (Hangeul: 현대 포니) ist ein Fahrzeug der Kompaktklasse des koreanischen Automobilherstellers Hyundai, der von 1975 bis 1994 hergestellt wurde. Die Generation wurde von Mitsubishi in den USA auch als Mitsubishi Precis angeboten.

## Pony I (1975–1981)

### Entstehung
Hyundai hatte die Autoproduktion mit der Lizenzfertigung des britischen Ford Cortina und der Montage des deutschen Ford P7 in den 1960er Jahren begonnen.
Um das erste eigene Auto zu entwickeln, engagierte Hyundai George Turnbull, einen früheren Direktor bei British Leyland, der bei der Entwicklung des Morris Marina verantwortlich gewesen war. Er brachte einige britische Ingenieure mit und zu Studienzwecken zwei Marinas. Der in diesem Team  konstruierte Hyundai Pony hat Motoren und Getriebe von Mitsubishi. Die Fließheckkarosserie wurde von Italdesign (Giorgetto Giugiaro) gestaltet. Das Fahrwerk ist an dem des Ford Cortina orientiert mit MacPherson-Federbeinen vorn und der an den Blattfedern geführten Starrachse des Cortina Mk II hinten.

### Pony I (1975–1981)

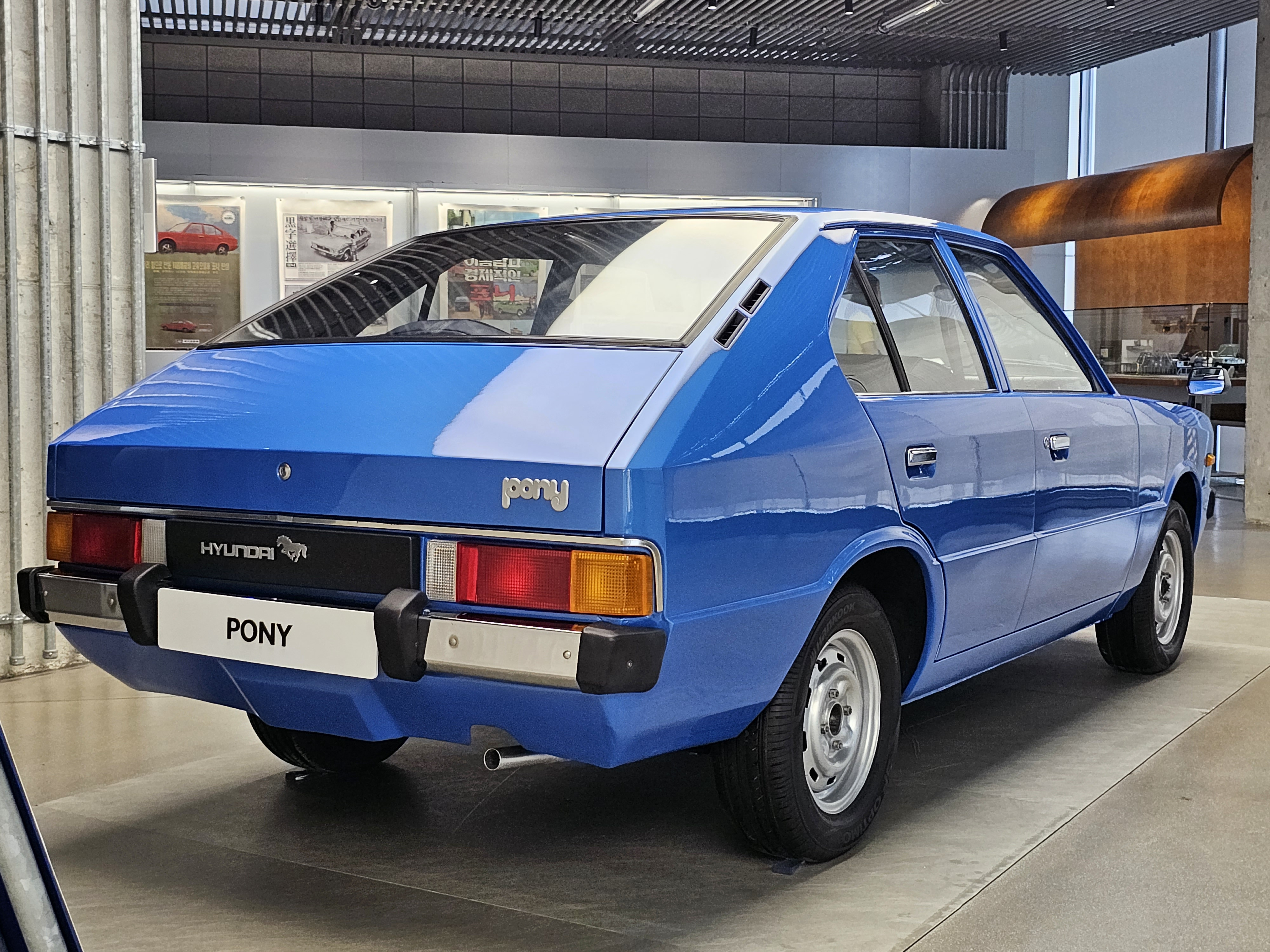
Heckansicht

Der Pony wurde 1974 auf der Motorshow in Turin im Oktober vorgestellt und im Dezember 1975 die viertürige Limousine eingeführt. Das Fahrzeug hatte Hinterradantrieb und einfache Fahrwerkstechnik. Bereits 1976 exportierte Hyundai das Fahrzeug nach Ecuador.
Im Mai 1976 wurde eine Pick-up-Version eingeführt, im April 1977 ein Kombi und im März 1980 eine dreitürige Fließhecklimousine.
1978 begann die Ausfuhr nach Europa, beginnend mit Belgien und den Niederlanden. Später wurde der Pony auch nach Spanien und Griechenland geliefert.

## Pony II (1982–1988)
Im Januar 1982 wurde der überarbeitete Pony II vorgestellt. Es gab ihn ausschließlich als fünftürige Fließhecklimousine und als zweitürigen Pick-up.
Mit dem Pony II begann im Sommer 1982 auch der Export nach Großbritannien. Der Pony wurde auch nach Kanada geliefert, aber nicht in die USA, weil er die dortigen Abgasgrenzwerte nicht einhalten konnte.
Die Verkaufszahlen in Kanada überstiegen alle Erwartungen, und für einen gewissen Zeitraum war der Pony das meistverkaufte Auto auf dem kanadischen Markt. Der Pony erreichte ein sehr viel höheres Maß an Qualität und Ausstattung im untersten Preissegment als die damaligen Ostblockimporte.

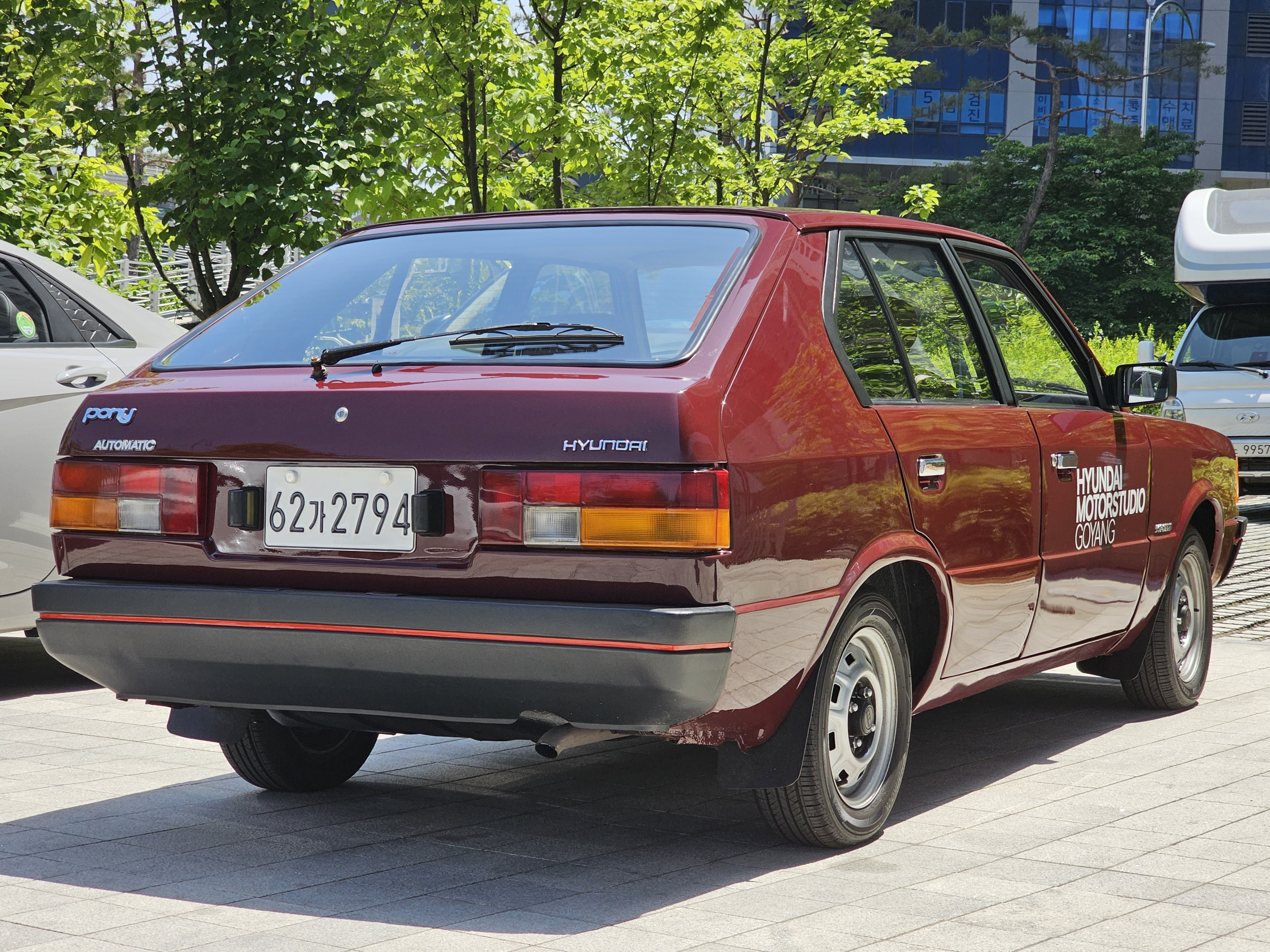
Heckansicht

### Kanada
Die kanadische Version des Pony musste leicht verändert werden, um die dortigen Zulassungsvorschriften zu erfüllen. Von 1984 bis 1987 wurde der Wagen dort angeboten. Die Unterschiede zwischen der kanadischen und der britischen Version betrafen die Linkssteuerung und modifizierte Stoßfänger, die einen Aufprall mit einer Geschwindigkeit bis 8 km/h schadenfrei abfangen konnten.
Darüber hinaus besaß das Fahrzeug „Sealed Beam“-Scheinwerfer (US-amerikanischer Standard), an anderen Stellen platzierte Begrenzungsleuchten, und es gab kleine Veränderungen an der Innenausstattung und der Instrumentierung. Nachdem man anfangs mit 5000 Verkäufen für 1984 gerechnet hatte, wurden schließlich 50.000 Exemplare abgesetzt und der Pony damit in dem Jahr zum meistverkauften Auto in Kanada.

### Motoren
1984 gab es den Pony nur noch mit dem 1436-cm³-4G14-Motor, der 70 PS (51 kW) leistete und ein maximales Drehmoment von 111 Nm abgeben konnte. Er wurde mit handgeschaltetem 4- oder 5-Gang-Getriebe oder einer 3-Gang-Automatik angeboten. Den 1206-cm³-4G12-Motor gab es nicht in Kanada. Der 4G14 blieb bis 1986 im Programm, bis der 1597-cm³-4G16-Motor mit 74 PS (54 kW) und 126 Nm Drehmoment verfügbar war.
Mitte 1985 erhielt das Modell schwarze Türgriffe, Scheibenwischer ohne Chrom, und das bisherige „HD“-Schild in der Mitte des Kühlergrills wich dem Schriftzug „Hyundai“ auf der linken Seite des Grills. Ein 1,6-Liter-Modell wurde eingeführt, auf Wunsch mit Klimaanlage. Die Motoren dieses Modells hatten halbkugelförmige Brennräume und Querstromzylinderköpfe, zwei Ventile pro Zylinder, eine einzelne oben liegende Nockenwelle (sohc) mit Kettenantrieb und einen Fallstromdoppelvergaser mit manuellem Choke.

### Ausstattungsvarianten
Von 1984 bis 1986 gab es die Ausstattungsvarianten L, GL und GLS.
Bei der Ausstattung L gab es vinylbezogene Sitze, eine umklappbare Rückbank und üblicherweise ein 4-Gang-Schaltgetriebe in Verbindung mit dem 1,4 Liter-Reihenvierzylindermotor. Die Variante GL hatte Sitze mit kombiniertem Vinyl-Stoffbezug, eine Uhr auf dem Armaturenbrett, einen Heckscheibenwischer, einen zusätzlichen rechten Außenspiegel, getönte Scheiben, einen abschließbaren Tankdeckel, Innenverkleidungen an den Türen, eine bessere Innenausstattung und auf Wunsch den 1,6-Liter-Motor. In der GLS-Variante gab es darüber hinaus einen Tageskilometerzähler, einen Beifahrer-Schminkspiegel, Sitzbezüge vollständig aus Stoff, eine 50/50 teilbare umklappbare Rücksitzbank und den 1,6-Liter-Motor als Basismotorisierung.
L, CL und CXL waren die Ausstattungsvarianten für das Jahr 1987. L und CL entsprachen den früheren Varianten L und GL, die Uhrenanzeige war nun allerdings digital und die CL-Version  hatte in Verbindung mit dem Automatikgetriebe standardmäßig einen Tageskilometerzähler. 1986 und 1987 waren die Farben im Innenraum in Braun und Blau gehalten. 1984 und 1985 war nur die Farbe Grau verfügbar gewesen.
Verfügbare Sonderausstattungen waren eine Heckjalousie, Front- und Heckspoiler, ein GT-Paket mit einem 3-speichigen Momo-Lederlenkrad, ein Tageskilometerzähler, eine verbesserte Innenausstattung, Nebelscheinwerfer und zusätzliche Rückleuchten. Alle GT-Modelle waren mit dem leistungsfähigeren 1,6-Liter-Motor ausgestattet.

## Pony X1/X2 (1985–1994)
Der Hyundai Pony der dritten Generation, auf einigen Märkten auch unter den Bezeichnungen Hyundai Excel, Hyundai Presto oder Mitsubishi Precis vertrieben, war das erste von Hyundai hergestellte Fahrzeug mit Frontantrieb. Er wurde von 1985 bis 1994 gebaut.

### Hintergrund
Den Hyundai Pony gab es als Fließhecklimousine und als viertüriges Stufenheckmodell. 1995 wurde er durch den Hyundai Accent ersetzt. Der Pony war das erste Hyundai-Modell, das in die USA exportiert wurde. Ab 1989 gab es auch eine Coupé-Variante, den Hyundai S Coupé.
Der Hyundai Pony wurde wahlweise mit einem handgeschalteten oder einem Automatikgetriebe angeboten, in Verbindung mit einem 4-Zylinder-Reihenmotor mit Vergaser oder Einspritzung, je nach Markt und Modelljahr.

### Namen
In Südkorea hieß die X1-Limousinenversion Hyundai Presto.

Der Pony wurde in den USA von Mitsubishi Motors von 1987 bis 1994 als Mitsubishi Precis, einer drei- bzw. fünftürigen Fließhecklimousine, verkauft. Ursprünglich gab es sechs Modellvarianten, die 1990 mit der Einführung der nächsten Generation des Mitsubishi Mirage auf zwei reduziert wurden, obwohl der Precis im Modellangebot von Mitsubishi bis zu seinem Produktionsende ein Preisbrecher war.

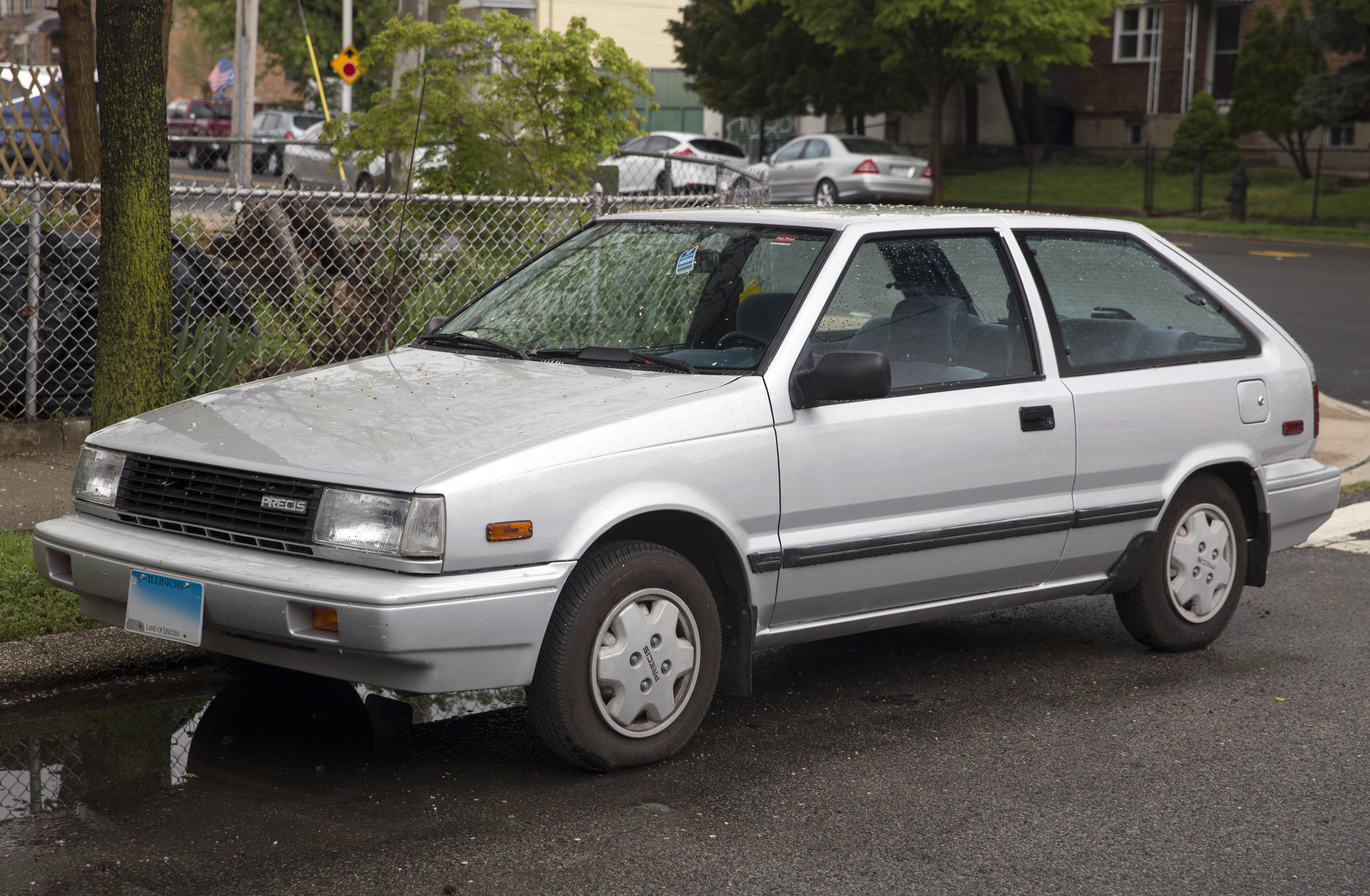
Mitsubishi Precis
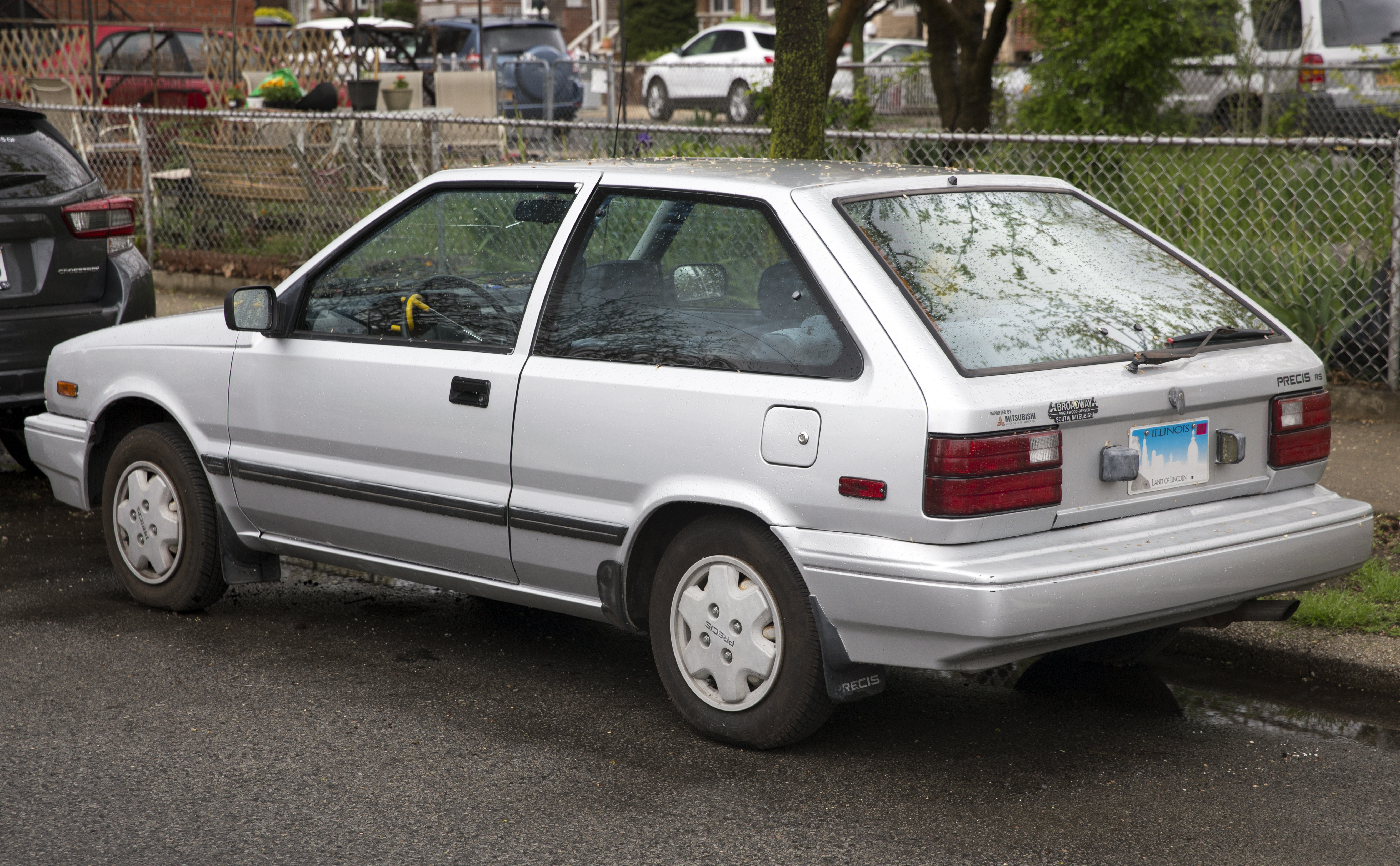
Heckansicht

### Pony X1 (1985–1989)
In den USA war er das erste und einzige Modell des Herstellers, das auf Grund eines Preises von 4995 US-$ und dank einer Bewertung als „Bestes Produkt #10“ vom „Fortune Magazine“ im ersten Importjahr 168.882 Verkäufe erreichte und dazu beitrug, 1986 die Gesamtproduktion des Unternehmens auf über eine Million Fahrzeuge zu erhöhen. Einen ähnlichen Erfolg hatte das Modell in Australien, wo es zu einem Preis von 9990 AU-$ erhältlich war.

### Pony X2 (1989–1994)
Der Pony der 3. Generation erhielt 1989 ein Facelift und wurde unter Bezeichnung Pony X2 als Modell der vierten Generation vertrieben. Er war etwas größer als sein Vorgänger und wurde ab 1991 erstmals auch nach Europa exportiert. Zusammen mit dem Lantra, dem Sonata und dem S-Coupé war der Pony eines der ersten Hyundai-Modelle auf dem deutschen Markt.
Der Motor war mit sequentieller Einspritzung ausgestattet und ein 4-Gang-Automatikgetriebe war verfügbar.

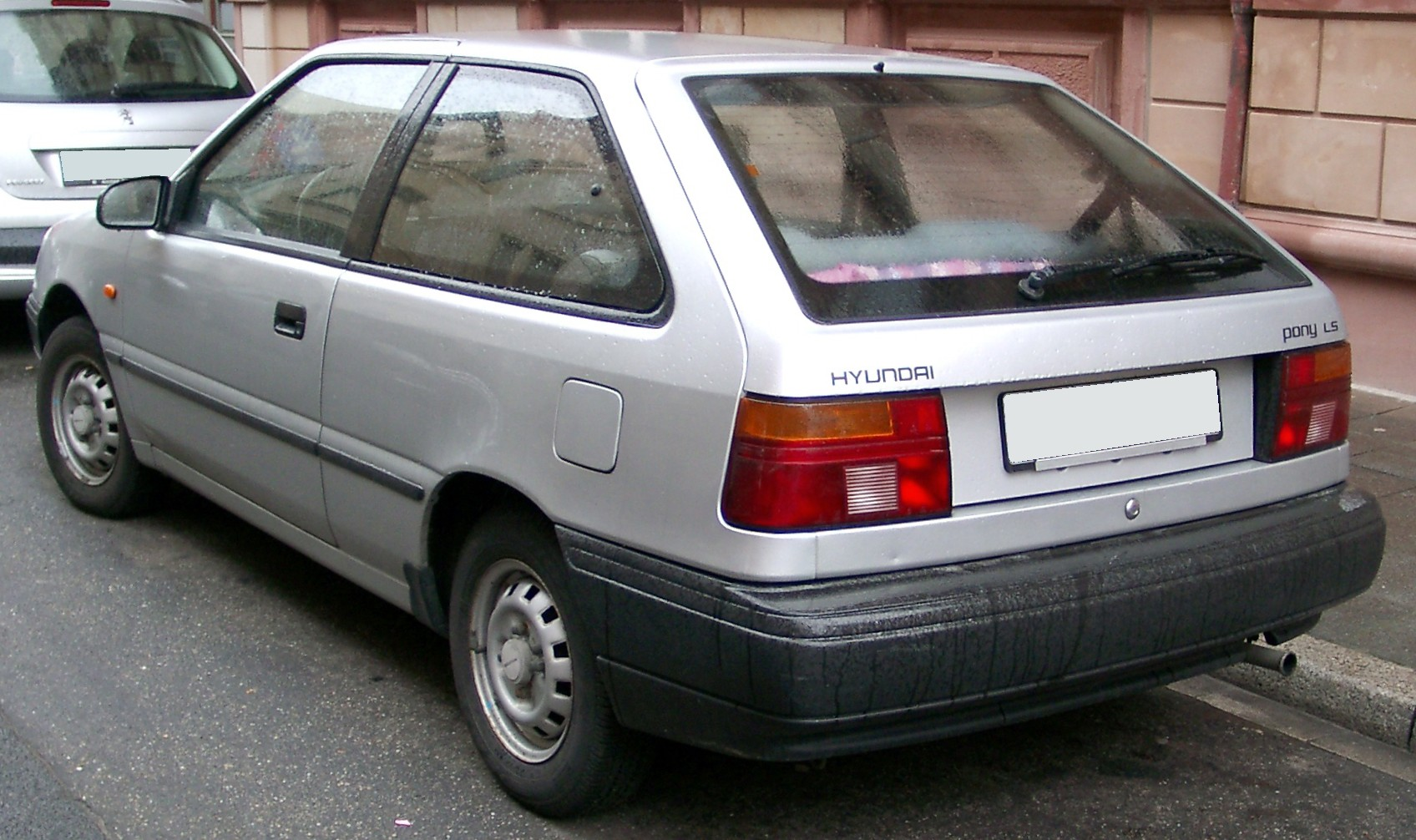
Heckansicht
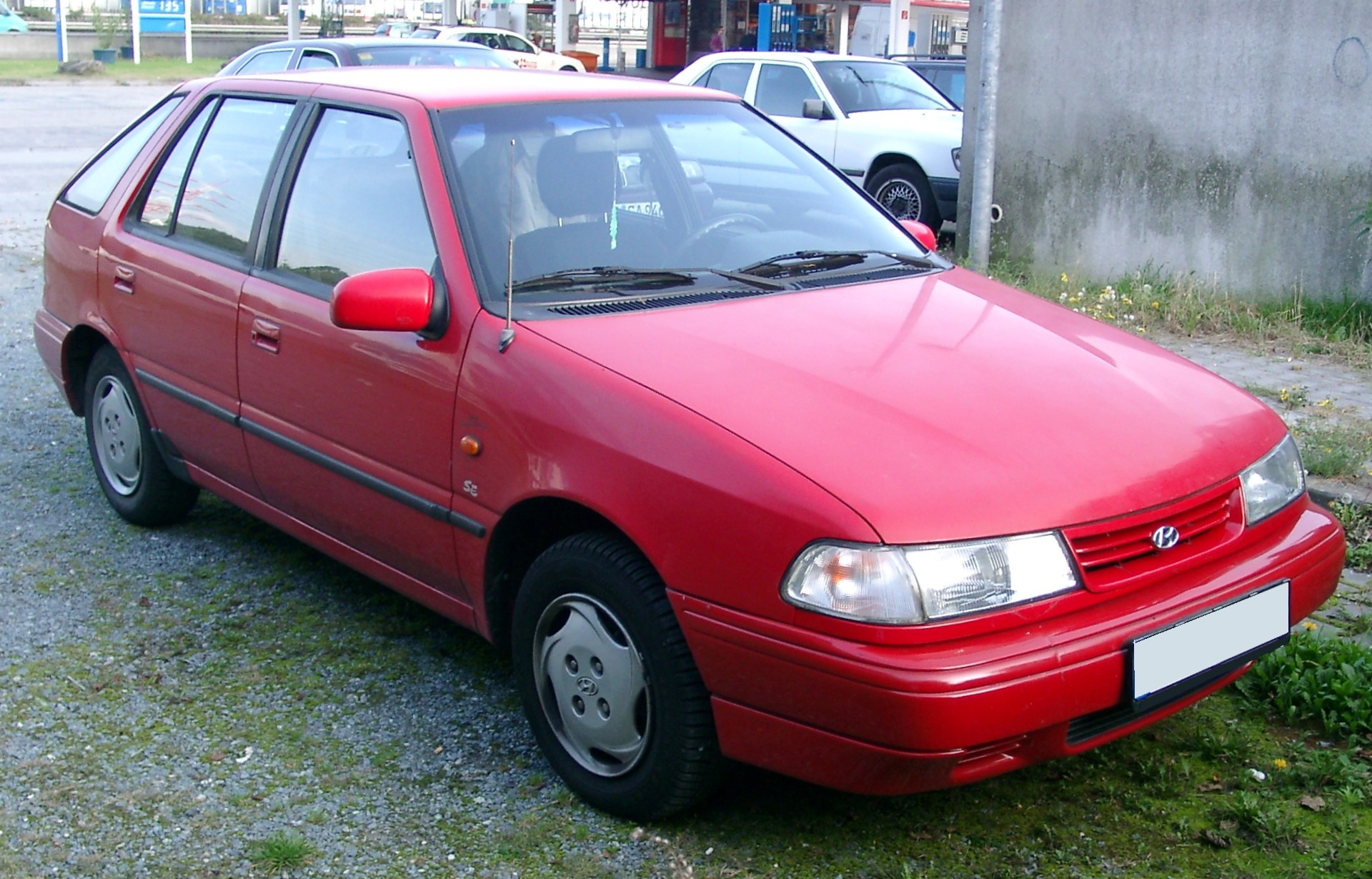
Hyundai Pony Fünftürer
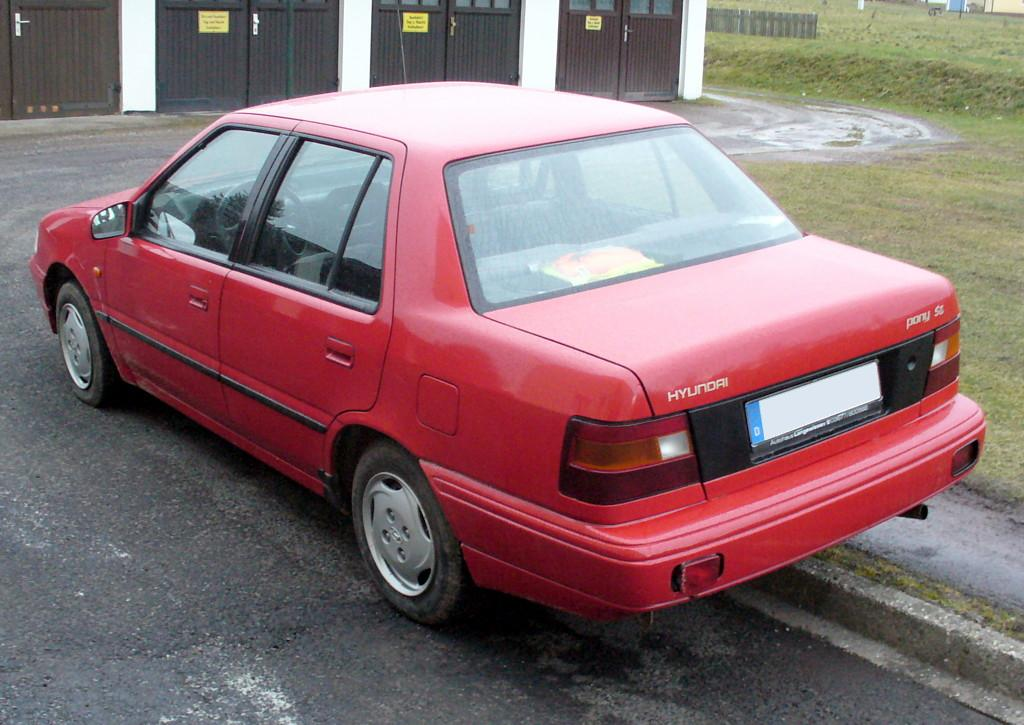
Hyundai Pony Stufenheck